# 茂呂剛伸
茂呂剛伸(もろ・ごうしん 1978年-)は、日本の太鼓・ジャンベ奏者。出身地の北海道及び東北地方北部に分布出土する縄文時代・続縄文時代の土器を元にした「縄文太鼓」を創案し、北海道内をはじめ国内外で演奏活動を行っている。

## 経歴・主なライブ
- 1978年　北海道江別市に生まれる
- 1985年 「鼓章流どさんこ太鼓」に入門し太鼓を始める
- 1998年　ジャンベを始める
- 2000年～2001年　西アフリカ、ガーナ共和国に移住し、修行の日々を送る
- 2005年・2007年　ハンブルク、パリ・オペラ座、東京・新国立劇場での公演「融05」「融07」に参加する
- 2009年　詩人・札幌大学名誉教授 原子修(はらこ・おさむ)の助言のもと、江別市で出土した縄文土器の複製とエゾシカの革を使い「縄文太鼓」を製作し、演奏活動を始める
- 2009年～　YOSAKOIソーラン祭りで新琴似天舞龍神に参加し演奏を行う
- 2010年～2011年　青森県の依頼により三内丸山遺跡で演奏を行う
- 2011年　横浜トリエンナーレ2011特別連携企画「banky art?」で演奏する
- 2012年　ベルリン在住のピアニスト福田ハジメと「DJEMP」(ジャンピ)を結成しCDデビュー。発売記念ライブを札幌コンサートホール(kitara)で行う
- 2013年　出雲大社「平成の大遷宮」で奉納演奏を行う
- 2014年　札幌国際芸術祭2014連携企画として札幌市時計台ホールで7日間連続公演を行う
- 2014年3月9日、札幌市円山動物園で実施されたヨウスコウワニの繁殖行動誘発実験「ワニのラブソング」に参加する[1]
- 2016年3月26日　函館国際ホテルで開催された北海道新幹線開業祝賀会で演奏する
- 2016年7月15日　フランスのアヴィニョン演劇祭に合わせ、教皇宮殿前庭で演奏する
- 2016年11月1日～5日　北海道立近代美術館で同館所蔵の岩橋英遠作「道産子追憶の巻」を前に公開作曲演奏会を行い、最終日に約40分の大曲を完成させる
- 2015年～17年　札幌市時計台ホールで年越しジルべスターコンサートの総合演出を行う
- 2017年7月6日　パリ日本文化会館で縄文太鼓展示会と演奏会を開催する[2]
- 2018年7月14日　北海道庁旧本庁舎前庭で北海道命名150年ウィークのオープニングイベントの一環として100人で「縄文太鼓」を演奏する[3]
- 2023年　北海道文化賞奨励賞受賞[4]

## 個展・展示
- 2011年　北海道立近代美術館 サッポロ未来展「縄文太鼓」
- 2012年　galleryQ(東京都中央区銀座) 個展「縄文DJEMBE」
- 2012年　茶廊法邑(札幌市東区) 個展「縄文太鼓」
- 2014年　苫小牧市美術博物館「縄文太鼓」
- 2015年　東京都美術館「縄文太鼓」
- 2016年　CAI02(札幌市中央区)「露口啓二・茂呂剛伸二人展」
- 2017年　パリ日本文化会館 個展「縄文太鼓」

## ディスコグラフィー
【DJEMP 名義】
- 『Ich weiss nicht!!』（WESS RECORDS、2012年11月21日）[5]

【茂呂剛伸 名義】
- 『JOMON DJEMBE 甲午』（自主制作盤、2013年6月26日）[6]